# 关盼盼

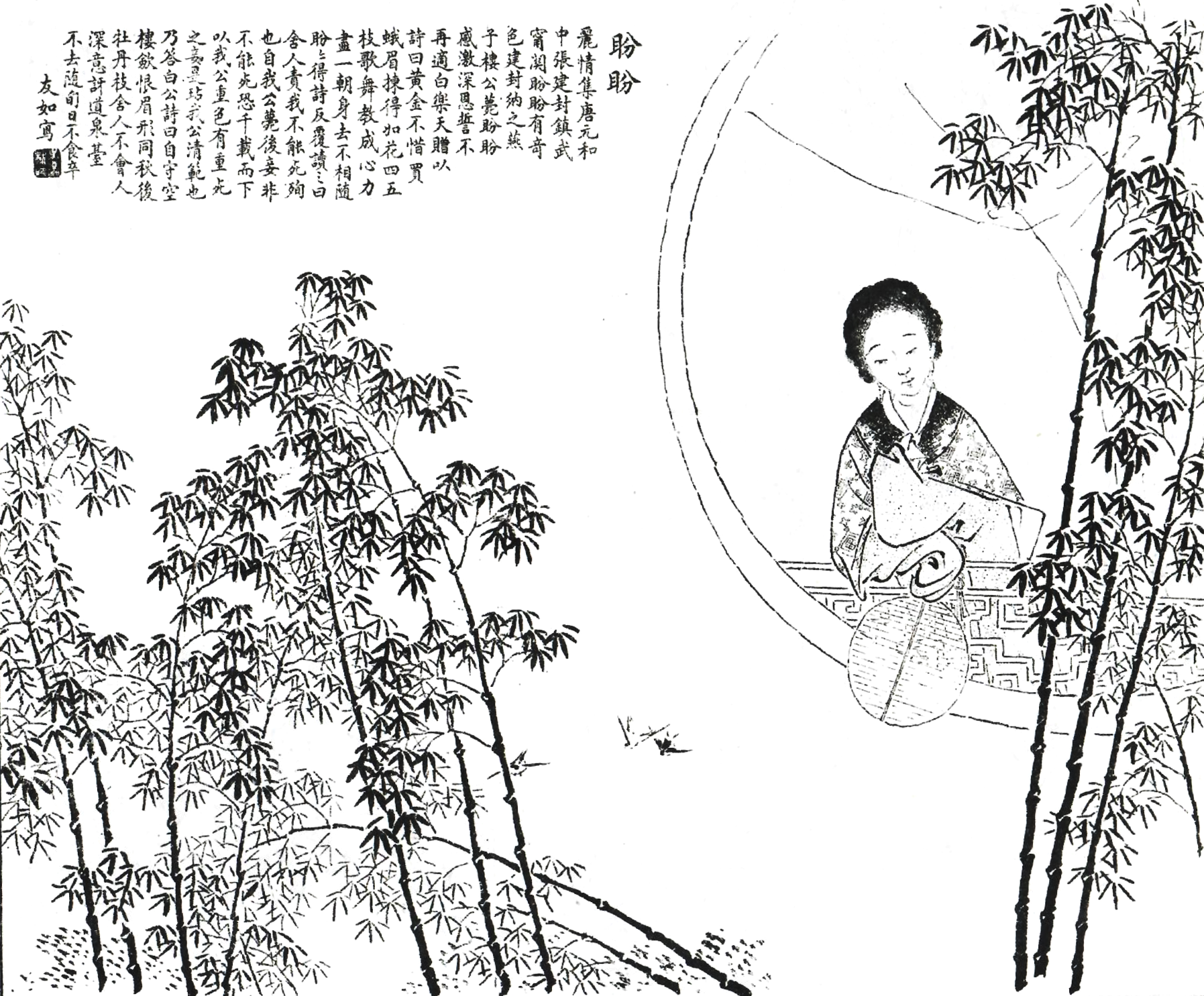
関盼盼像，出自《古今百美圖》

关盼盼（785？年—820年），唐朝女诗人，唐代舞妓，善歌舞，生于唐德宗贞元三年（一说贞元元年间）。武宁节度使、徐州守将张愔之妾。同代诗人白居易赞伊“醉娇胜不得，风嫋牡丹花”。
后来，张愔病逝于徐州，张家妻妾均作猢狲散，唯关盼盼为其矢志守节。张府易主后，移居徐州燕子楼。元和十四年，白居易为其所作一首：“黄金不惜买娥眉，拣得如花四五枚；歌舞教成心力尽，一朝身去不相随”，曾在张愔手下任职的司勋员外郎张仲素将此诗转给了关盼盼，关盼盼看毕，认为此诗是劝自己为夫殉情，于愤恨中绝食而死，并留下：“儿童不识冲天物，漫把青泥污雪毫”一句回敬之。白居易闻讯后，十分内疚，托多方相助，将关盼盼遗体安葬置张愔墓之侧，以做补偿。

## 诗词
关于关盼盼和燕子楼，后人留下了很多诗词，以歌咏此事， 比如宋代大文豪苏轼的《永遇乐》“燕子楼空 ，佳人何在 ，空锁楼中燕。古今如梦，何曾梦觉 ，但有旧欢新怨 ，异时对 ，黄楼夜景 ，为余浩叹。”